# Richard V. Gotti
 (novembre 2021).
Si vous disposez d'ouvrages ou d'articles de référence ou si vous connaissez des sites web de qualité traitant du thème abordé ici, merci de compléter l'article en donnant les références utiles à sa vérifiabilité et en les liant à la section « Notes et références ».
Pour les articles homonymes, voir Gotti (homonymie).
Richard V. Gotti est un mafieux new-yorkais membre de la famille Gambino et est le frère cadet de John Gotti.
Richard V. Gotti est né en 1942 de John et Fannie Gotti. Il est devenu un associé de la famille Gambino vers 1962 et un affranchi en 1988. En 1999, il a été promu capo par son frère John qui dirigeait la famille de la prison.
Il est une première fois arrêté en 1969 pour un viol sur mineur. Il a été jugé coupable d'extorsion en même temps que son frère Peter, en 2003, et a été condamné à une peine de 16 ans de prison. Il est relâché le 12 août 2005.
Il a eu un fils, Richard G. Gotti, qui est un soldat de la famille Gambino et qui a lui aussi été jugé coupable d'extorsion en 2003. En février 2008, Richard V. Gotti est cité dans l'affaire Operation Old Bridge'[réf. nécessaire]'. 